# Deux GI en vadrouille
Pour plus de détails, voir Fiche technique et Distribution.
Deux GI en vadrouille (Up Front) est un film américain réalisé par Alexander Hall, sorti en 1951.
Le film connaîtra une suite : Deux Dégourdis à Tokyo.

## Fiche technique
- Titre original : Up Front
- Titre français : Deux GI en vadrouille
- Réalisation : Alexander Hall
- Scénario : Stanley Roberts d'après la bande dessinée de Bill Mauldin
- Photographie : Russell Metty
- Montage : Milton Carruth
- Société de production : Universal Pictures
- Pays de production : États-Unis
- Format : Noir et blanc - 1,37:1
- Genre : comédie
- Durée : 92 minutes
- Date de sortie : 1951

## Distribution
- David Wayne : Joe
- Tom Ewell : Willie
- Marina Berti : Emi Rosso
- Jeffrey Lynn : Capitaine Ralph Johnson
- Richard Egan : Capa
- Maurice Cavell : Vuaglio
- Vaughn Taylor : Major Lester
- Silvio Minciotti : Poppa Rosso
- Paul Harvey : Colonel Akeley
- Roger De Koven (en) : Sabatelli
- Grazia Narciso : Signora Carvadossi
- Tito Vuolo : Tarantino
- Mickey Knox